# Кубок Люксембургу з футболу 2003—2004
Кубок Люксембургу з футболу 2003–2004 — 79-й розіграш кубкового футбольного турніру в Люксембурзі. Титул вперше здобув Ф91 Дюделанж.

## Календар
| Раунд           | Дата               | Матчі | Клуби     |
| --------------- | ------------------ | ----- | --------- |
| Перший раунд    | 27 серпня 2003     | 12    | 114 → 102 |
| Другий раунд    | 21 вересня 2003    | 24    | 102 → 78  |
| Третій раунд    | 1-2 листопада 2003 | 26    | 78 → 52   |
| Четвертий раунд | 7 грудня 2003      | 20    | 52 → 32   |
| 1/16 фіналу     | 6-7 березня 2004   | 16    | 32 → 16   |
| 1/8 фіналу      | 17 березня 2004    | 8     | 16 → 8    |
| 1/4 фіналу      | 14 квітня 2004     | 4     | 8 → 4     |
| 1/2 фіналу      | 12 травня 2004     | 2     | 4 → 2     |
| Фінал           | 22 травня 2004     | 1     | 2 → 1     |

## Регламент
Згідно з регламентом у перших чотирьох раундах грають клуби нижчих дивізіонів, клуби Національного футбольного дивізіону Люксембургу стартують з 1/16 фіналу. На всіх стадіях команди грають по одному матчу.

## 1/16 фіналу
| Команда 1                           | Рахунок | Команда 2                     |
| ----------------------------------- | ------- | ----------------------------- |
| 6-7 березня 2004                    |         |                               |
| Гостерт (3)                         | 2:1     | Уніон Мертерт-Вассербіліг (3) |
| Янг Бойз (Дикірх) (2)               | 2:1     | Альянс 01 (2)                 |
| Мінерва (Лінтген) (2)               | 4:1     | Петанж (2)                    |
| Блу Бойс (Мюхленбах) (3)            | 0:3     | Спортинг (Мерциг) (2)         |
| Мондеркаж                           | 3:0     | Фола (2)                      |
| Сандвайлер (4)                      | 1:4     | Женесс (Еш)                   |
| Вінкранж (3)                        | 1:5     | Етцелла                       |
| Бло-Вайсс (Ітціг) (4)               | 0:5     | Ф91 Дюделанж                  |
| Грін Бойз-77 (Харланж-Тархампс) (3) | 1:4     | Спора                         |
| Кер'єнґ (2)                         | 2:3     | Гревенмахер                   |
| Єллоу Бойз (Вайлер-ла-Тур) (3)      | 1:2     | Уніон (Люксембург)            |
| Оберкорн (2)                        | 1:2     | Свіфт                         |
| Цебра 01 (3)                        | 0:2     | Вікторія Роспорт              |
| Діфферданж 03 (2)                   | 1:3     | Авенір (Бегген)               |
| Еш (4)                              | 0:1     | Вільц                         |
| Келен (3)                           | 1:4     | Рюмеланж                      |

## 1/8 фіналу
| Команда 1             | Рахунок | Команда 2          |
| --------------------- | ------- | ------------------ |
| 17 березня 2004       |         |                    |
| Мінерва (Лінтген) (2) | 1:2     | Женесс (Еш)        |
| Рюмеланж              | 1:2     | Етцелла            |
| Янг Бойз (Дикірх) (2) | 1:5     | Ф91 Дюделанж       |
| Гостерт (3)           | 0:1     | Гревенмахер        |
| Вільц                 | 0:1     | Уніон (Люксембург) |
| Спора                 | 0:3     | Свіфт              |
| Вікторія Роспорт      | 5:6     | Мондеркаж          |
| Спортинг (Мерциг) (2) | 3:1     | Авенір (Бегген)    |

## 1/4 фіналу
| Команда 1      | Рахунок | Команда 2             |
| -------------- | ------- | --------------------- |
| 14 квітня 2004 |         |                       |
| Женесс (Еш)    | 0:1     | Ф91 Дюделанж          |
| Свіфт          | 0:1     | Гревенмахер           |
| Етцелла        | 1:0     | Уніон (Люксембург)    |
| Мондеркаж      | 4:1     | Спортинг (Мерциг) (2) |

## 1/2 фіналу
| Команда 1      | Рахунок | Команда 2   |
| -------------- | ------- | ----------- |
| 12 травня 2004 |         |             |
| Етцелла        | 1:0     | Гревенмахер |
| Ф91 Дюделанж   | 8:0     | Мондеркаж   |

## Фінал
| 22 травня 2004 |

| Ф91 Дюделанж                  | 3:1 дч   | Етцелла           |
| ----------------------------- | -------- | ----------------- |
| Ремі 94' Бодрі 101' Муні 120' | Протокол | Кангіні 104' (аг) |

| Жозі Бартель, Люксембург Глядачів: 2 418 Арбітр: Клод Біренбом |